# Neomochtherus leclercqi
Neomochtherus leclercqi är en tvåvingeart som beskrevs av Emile Janssens 1968. Neomochtherus leclercqi ingår i släktet Neomochtherus och familjen rovflugor. Inga underarter finns listade i Catalogue of Life.